# Deesbach
Deesbach è un comune di 326 abitanti della Turingia, in Germania.
Appartiene al circondario (Landkreis) del Saalfeld-Rudolstadt (targa SLF) ed è parte della Verwaltungsgemeinschaft Schwarzatal.